# جيمي كروفورد (مغني)
جيمي كروفورد (بالإنجليزية: Jimmy Crawford)‏ هو مغني بريطاني، ولد في 18 نوفمبر 1937 في شفيلد في المملكة المتحدة.